# Joseph Vitarelli
Joseph J. Vitarelli (* 1961) ist ein US-amerikanischer Komponist und Sohn des verstorbenen Schauspielers Joe Viterelli.

## Leben
Joseph J. Vitarelli wurde als eines von fünf Kindern des Schauspielers Joe Viterelli und seiner Frau Catherine geboren. Er hat italienische Vorfahren. Seine beiden ersten eigenverantwortlichen Filmkompositionen waren 1989 für die beiden Komödien Das bucklige Schlitzohr und Die Uni meiner Träume. Für die HBO-Miniserie Revelations wurde er 2005 mit einer Emmy-Nominierung bedacht.

## Filmografie (Auswahl)
- 1989: Das bucklige Schlitzohr (Big Man on Campus)
- 1989: Die Uni meiner Träume (How I Got Into College)
- 1994: Die letzte Verführung (The Last Seduction)
- 1995: Der Mörder in meinem Bett (Nothing But the Truth)
- 1995: Let It Be Me
- 1995: Skrupellos und tödlich (Tall, Dark and Deadly)
- 1996: Das Böse hat ein Gesicht (Evil Has a Face)
- 1996: The Substance of Fire
- 1997: Alles aus Liebe (She’s So Lovely)
- 1997: Alles Unheil kommt von oben (Commandments)
- 1997: Das Camp – Nur die Stärksten kommen durch (First Time Felon)
- 1998: Safety Patrol! – Mit Sicherheit ins Chaos (Safety Patrol)
- 1998: Zwei Männer, eine Frau und eine Hochzeit (Kissing a Fool)
- 2003: My Architect
- 2003: Pancho Villa – Mexican Outlaw (And Starring Pancho Villa as Himself)
- 2005: Revelations – Die Offenbarung (Revelations, sechs Folgen)
- 2008: John Adams – Freiheit für Amerika (John Adams, Miniserie)
- 2008: Kit Kittredge: An American Girl

## Auszeichnungen
Emmy
- 2005: Nominierung in der Kategorie Outstanding Music Composition for a Miniseries, Movie or a Special (Dramatic Underscore) für Revelations